# گویش و لهجه‌های زبان کردی
گویش و لهجه‌های زبان کردی در چهار کشور ایران، عراق، سوریه و ترکیه گویش‌وران زیادی دارد، و مردم این کشورها با گویش‌ها و لهجه‌های مختلف زبان کردی تکلم می‌کنند.

## دسته‌بندی زبان کردی از نگاه زبان شناسان مختلف
دسته‌بندی لهجه‌های زبان کردی از نگاه زبان‌شناسان کرد و اروپایی به شرح زیر است:
| M. Izady مهرداد ایزدی (۱۹۹۲)   | Hassanpour امیرحسن پور (۱۹۸۹) | MacKenzie مکنزی (۱۹۸۱)      | J. Nebez جمال نبز (۱۹۷۶)        | Zebíhí زبیحی (۱۹۶۷)         |
| ------------------------------ | ----------------------------- | --------------------------- | ------------------------------- | --------------------------- |
| کرمانجی شمالی (North Kurmânji) | کرمانجی (Kurmanci)            | گروه شمالی (Northern Group) | کرمانجی شمالی (North Kirmanci)  | گروه شمالی (Northern Group) |
| کرمانجی جنوبی (South Kurmânji) | سورانی (Sorani)               | گروه مرکزی (Central Group)  | کرمانجی میانی (Middle Kirmanci) | گروه مرکزی (Central Group)  |
| دیملی (Dimili)                 | هورامی (Hawrami)              | زازا گوران (Goraní / Zazai) | هورامی-دیملی (Hawrami/ Dimili)  |                             |
| گورانی (Gurâni)                | کرمانشاهی (Kirmashani)        | گروه جنوبی (Southern Group) | کرمانجی جنوبی (South Kirmanci)  | گروه جنوبی (Southern Group) |

## گویش‌ها
حوزهٔ گسترش و قلمرو زبان کُردی از نظر شیوهٔ گفتگو و سخن گفتن دارای سه منطقهٔ جداگانه است:
1. از کرانهٔ دریاچهٔ ارومیه و از حد فاصل مناطق «دیزه دولی» و «سیندوس» خط بریده‌ای را آغاز و پس از عبور از پشت اشنویه آن را به شمال رواندز متصل می‌کنیم، و پس از آن به سمت مغرب، تا رسیدن به اکیری، دهوک، زاخو و شینگار و عبور از حد واسط قمیشلی و حسکه امتداد می‌دهیم، و پس از گذشتن از جنوب دربازیه مستقیما به آفرین و کوه کورمانجای وصل می‌کنیم.
2. همچنین با خط بریده‌ای از ناحیهٔ غرب همدان آغاز و پس از گذشتن از ناحیهٔ شمال کرمانشاه آن را تا کرانهٔ دجله امتداد می‌دهیم.

این دو خط بریده همهٔ مناطقی را که در آن‌ها به زبان کُردی تکلم می‌شود به سه بخش تقسیم می‌کند که در هر بخش آن یکی از گویش‌های زبان کُردی مسلط است.
1. گویش شمالی: در شمال خط یکم واقع و این زیر گویش‌ها را در بر می‌گیرد؛ هرکی، دری (با فارسی دری اشتباه نشود) شکاک، جلالی (بایزیدی)، پهله‌ای، هکاری، بوتی، جزیری، په آفرینی، دمبلی، بادینی.
2. گویش میانی: در جنوب خط اول و شمال خط دوم واقع و با خطی پررنگ مشخص می‌شود که به آن سورانی می‌گویند. اما در حقیقت سورانی زیر گویشی از گویش میانی است. در این ناحیه این زیر گویش‌ها وجود دارند؛ مکریانی، سقزی، سورانی، سلیمانی، جافی، سنندجی، کلیایی، اردلانی و…
3. گویش جنوبی: درجنوب خط دوم گویش جنوبی (پایینی) گویش مسلط است که این زیر گویش‌ها را دربر می‌گیرد؛ کرمانشاهی، کلهری، ایلامی، پیروندی و لکی.
4. کردی گورانی (هورامی) و زازاکی (دملکی): در حوزهٔ گسترش گویش‌های شمالی و میانی زبان کُردی، دومنطقهٔ دوردست تحت نفوذ زبان کُردی وجود دارد که با وجود دوری از یکدیگر، به آسانی می‌توان تشخیص داد که گویش‌های آن‌ها از اساس یکی هستند. این دو گویش یکی کردی زازاکی (که دملکی هم گفته می‌شود) و پیش از محدودهٔ شمال و گورانی است؛ و دیگری کردی گورانی و در منطقهٔ میانی است. کردی گورانی بیشتر به نام کردی اورامی شناخته شده‌است. چرا که بزرگترین حوزهٔ گسترش آن منطقهٔ اورامان است. علاوه براین در ریژاو و کنوله و در میان قبایل باجلان و زنگنه و شبک هم با آن تکلم می‌شود. زازا هم درپالو، کور، و چبخچور در بیروه گسترش یافته‌است.